# Javier Mascherano
Javier Alejandro Mascherano, né le 8 juin 1984 à San Lorenzo en Argentine, est un footballeur international argentin ayant évolué au poste de défenseur central ou de milieu défensif. Il est l'actuel entraîneur de l'Inter Miami.
Originaire de San Lorenzo, dans la Province de Santa Fe, Javier Mascherano commence sa carrière à River Plate. Il obtient ses premiers trophées remportant le Primera División. Puis, il part au Brésil rejoindre les Corinthians et remporte le championnat lors de sa première saison. En 2006, il débarque en Europe à West Ham United (Premier League) aux côtés de Carlos Tévez. Cependant, il ne reste que six mois et signe au Liverpool FC en janvier 2007 après validation de son contrat par la Fédération internationale de football association (FIFA). Joueur-clé sous Rafael Benítez aux côtés de Xabi Alonso et Steven Gerrard, il dispute une finale de Ligue des champions perdue en 2007.
À l’été 2010, il rejoint le FC Barcelone. Arrivé en tant que milieu défensif, il s’installe progressivement en défense centrale pour pallier les absences de Carles Puyol et éviter la concurrence de Sergio Busquets à son poste. Devenu indispensable dans cette position, il enrichit considérablement son palmarès et participe aux conquêtes européennes du Barça avec deux victoires en Ligue des champions (2011 et 2015). 
Entre 2003 et 2018, Javier Mascherano compte 147 sélections avec l’Argentine, ce qui fait de lui le deuxième joueur argentin le plus capé de l’histoire derrière Lionel Messi. Véritable leader, il représente l’Albiceleste durant la Copa América en 2004, 2007, 2011 et 2015, la Coupe du monde en 2006, 2010, 2014 et 2018. Il est le seul double champion olympique de football argentin, ayant fait partie des équipes qui ont gagné la médaille d’or aux Jeux d'Athènes en 2004 et de Pékin en 2008. Il a également disputé la finale du Mondial 2014 contre l’Allemagne. Entre 2008 et 2011, il est capitaine de la sélection avant de céder son brassard à Lionel Messi.
Après sa carrière de joueur professionnel, il devient sélectionneur de l'équipe d'Argentine des moins de 20 ans entre 2021 et 2024. Puis, à la suite du départ de son compatriote Gerardo Martino, il devient l'entraîneur de l'Inter Miami.
Javier Mascherano bénéficie d'un passeport italien qui lui permet de ne pas être considéré comme extracommunautaire, ses arrière-grands-parents ayant émigré de Sicile vers l'Argentine.

## Biographie

### Carrière en club

#### Les débuts avec River Plate et le SC Corinthians (2003-2006)
Javier Mascherano commence sa carrière dans le club argentin de River Plate. Ses débuts impressionnants au club lui vaudront le surnom de Jefecito, le petit chef. Avec le club argentin il remporte le Tournoi de clôture en 2004.
Mascherano rejoint ensuite le club brésilien du SC Corinthians pour 11,8 millions d'euros. Il joue son premier match sous ses nouvelles couleurs le 10 juillet 2005 face à la SE Palmeiras. Il est titulaire et son équipe s'impose par trois buts à un.
Avec le club brésilien il est sacré champion du Brésil en 2005.

#### L'aventure anglaise à West Ham et Liverpool (2006-2010)
Lors du mercato d'été 2006, il est transféré au club anglais de West Ham United pour 14,6 millions d'euros avec son compatriote Carlos Tévez, ce qui surprend tout le monde car on s'attend à le voir débarquer dans un club plus prestigieux. Une dérogation de la Fédération internationale de football association (FIFA) l'autorise exceptionnellement à changer de club pour la troisième fois en une saison (2006-2007) afin de rejoindre le Liverpool FC en prêt lors de la saison 2007-2008. Il joue son premier match sous ses nouvelles couleurs le 24 février 2007, lors d'une rencontre de Premier League face à Sheffield United, contre qui son équipe s'impose par quatre buts à zéro.
Chez les Reds, Javier Mascherano découvre notamment la Ligue des champions où son club se hisse en finale face à l'AC Milan. La saison suivante, au mois de février 2008, on apprend que le joueur s'engage pour quatre années en faveur du club des bords de la Mersey. La conclusion du transfert n'est pas chose facile, car les droits du joueur appartiennent à la société MSI (Media Sports Investments), et non à West Ham United. Le montant payé par le Liverpool FC s'élève finalement à 22,5 millions d'euros.

#### Joueur clé du milieu de terrain au FC Barcelone (2010-2018)

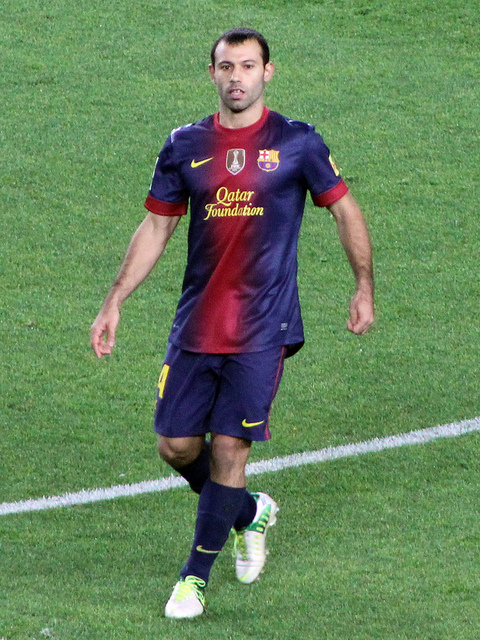
Javier Mascherano sous le maillot du FC Barcelone lors de la saison 2012-2013.

Javier Mascherano est courtisé par le FC Barcelone lors des mercato d'été 2009 et 2010. Le 30 août 2010, il y signe un contrat de quatre ans. Liverpool touche 20 millions d'euros pour cette transaction dont 4 payés par le joueur qui tenait absolument à jouer pour le Barça. Le salaire de Javier Mascherano est lui de 5,5 millions par an. Avec le Barça, il porte le numéro 14 laissé libre par Thierry Henry depuis son départ du club catalan.
Le 11 septembre 2010, il joue son premier match pour le FC Barcelone contre l'Hércules de Alicante, contre qui son équipe s'incline (1-2). Lors de la saison 2010-2011, Javier Mascherano remporte avec le Barça la Ligue des champions et le championnat d'Espagne. Il est titularisé lors de la finale de la Ligue des champions 2011 au poste de défenseur central à la place de Carles Puyol qui revenait de blessure. Son équipe s'impose par trois buts à un face à Manchester United.
Le 18 décembre 2011, il remporte la Coupe du monde des clubs avec le FC Barcelone. En mai 2012, il gagne la Coupe du Roi.
Le 26 juillet 2012, Javier Mascherano prolonge son contrat avec le Barça jusqu'en 2016. Il signe son contrat le 31 juillet 2012 pour une durée de quatre ans. La clause libératoire est fixée à 100 millions d'euros. En juillet 2016, il prolonge son contrat jusqu'en juin 2019.
Javier Mascherano fait partie des six étrangers ayant joué le plus de matchs dans l'histoire du Barça avec Lionel Messi, Dani Alves, Phillip Cocu, Luis Suárez et Ronald Koeman. Il joue son 300e match sous les couleurs du Barça le 6 décembre 2016 face au Borussia Mönchengladbach en Ligue des champions.
Le 26 avril 2017, Javier Mascherano inscrit un penalty, son seul but pour le Barça, contre Osasuna au cours d'un large succès (7-1) où il fournit une prestation de qualité en délivrant aussi une passe décisive. L'Argentin aura donc attendu sept saisons avant de trouver le chemin des buts,.

#### Exile en Chine au Hebei China Fortune FC (2018-2019)
Javier Mascherano quitte le FC Barcelone fin janvier 2018 et signe avec le Hebei China Fortune FC pour un montant inconnu,.
Le 2 mai 2018, il inscrit son premier et unique but pour le Hebei China Fortune FC à l'occasion d'une rencontre de Coupe de Chine face au Shandong Taishan FC. Entré en jeu, il ne peut éviter la défaite de son équipe malgré son but (2-3 score final).

#### Retour en Argentine à l'Estudiantes de La Plata (2019-2020)
En novembre 2019 est annoncé le transfert de Javier Mascherano à l'Estudiantes de La Plata, qu'il rejoint librement en janvier 2020. 
Le 25 janvier 2020, il joue son premier match sous ses nouvelles couleurs lors d'une rencontre de championnat face à San Lorenzo. Il est titularisé et délivre une passe décisive pour Mateo Retegui (1-1 score final). Le 15 novembre 2020, il annonce qu'il prend sa retraite sportive.

### Carrière internationale

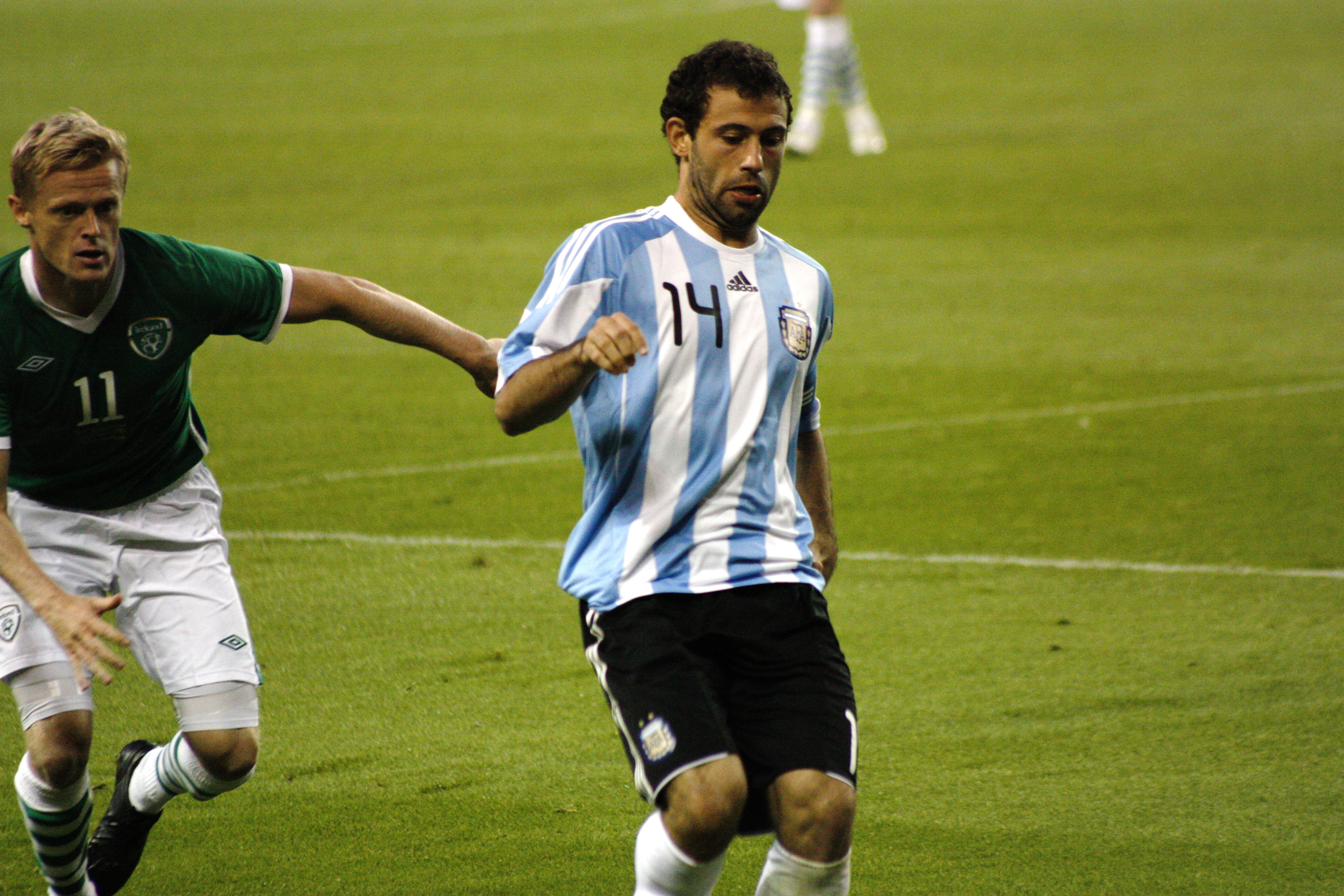
Javier Mascherano avec l'équipe d'Argentine contre l'Irlande (2010).

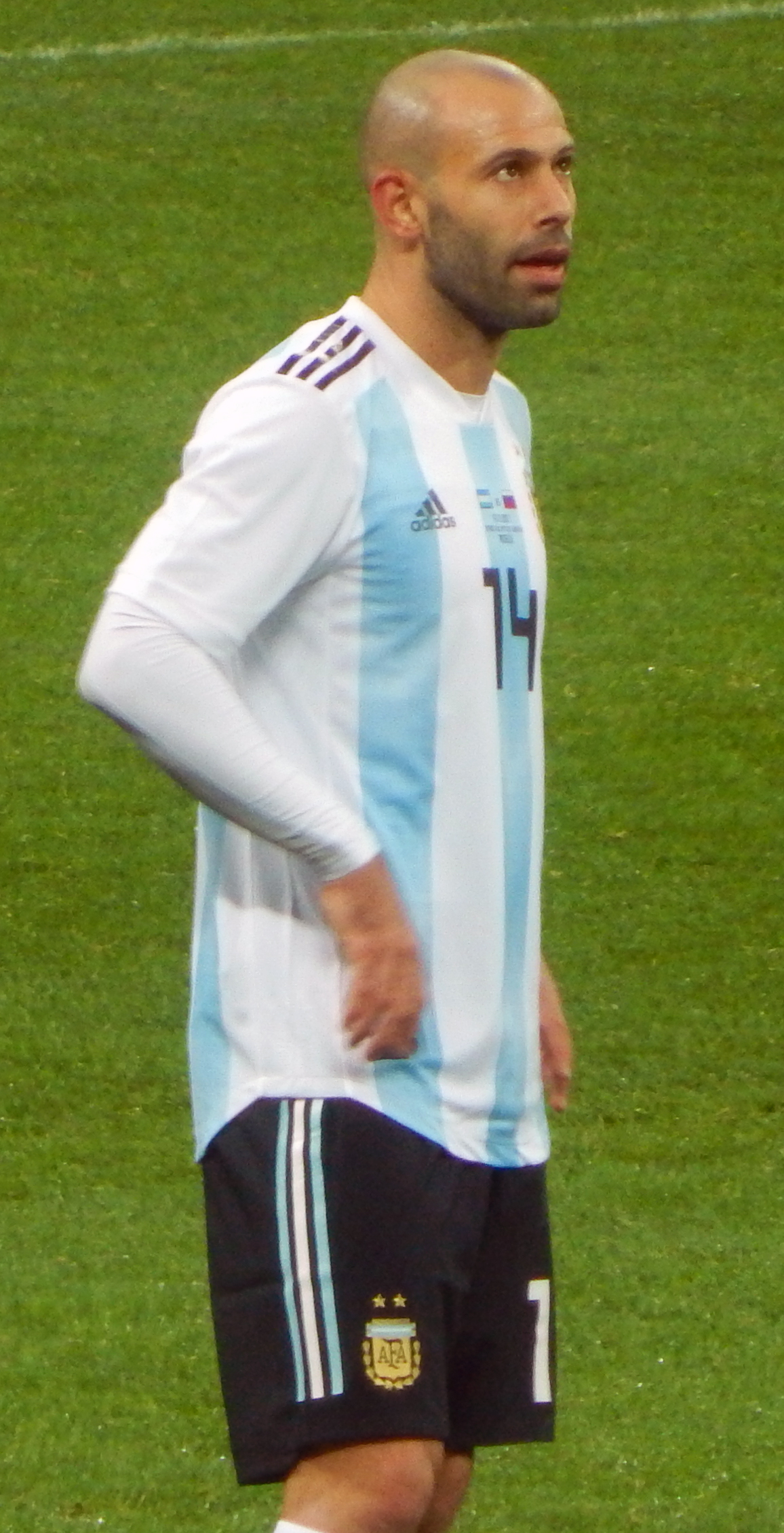
Javier Mascherano lors d'un match amical contre la Russie (2017).

Javier Mascherano représente l'équipe d'Argentine des moins de 17 ans avec laquelle il participe à la coupe du monde des moins de 17 ans en 2001. Il est titulaire lors de cette compétition et joue tous les matchs de son équipe. L'Argentine est battue en demi-finale par la France (2-1 score final).
Il débute en équipe d'Argentine le 16 juillet 2003 lors d'un match amical contre l'Uruguay, alors qu'il n'a encore jamais joué en équipe première avec River Plate.
Il participe à la Copa América en 2004 où l'Argentine termine finaliste de l'épreuve, juste derrière le Brésil. La même année, il est retenu pour les Jeux olympiques d'Athènes, où son équipe se voit couronnée de succès en remportant la médaille d'or.
Il est retenu pour participer à la Coupe du monde 2006 qui se déroule en Allemagne. Il est titulaire lors de tous les matchs et atteint les quarts de finale avec son équipe.
En 2007, il participe de nouveau à la Copa América, où l'Argentine termine une nouvelle fois finaliste de l'épreuve. C'est lors de cette compétition qu'il inscrit ses deux premiers buts en sélection.
Aux Jeux olympiques de Pékin, Mascherano remporte une deuxième médaille d'or après celle obtenue en 2004. Il devient l'unique double champion olympique argentin de football, ayant été le seul joueur à avoir participé à ces deux finales remportées en 2004 face au Paraguay (1-0) et en 2008 devant le Nigéria (1-0). 
Le 10 novembre 2008, Javier Mascherano est désigné capitaine de l'équipe d'Argentine par le nouveau sélectionneur, Diego Maradona.
Au 3 juillet 2010, après la défaite de son équipe face à l'équipe d'Allemagne (0-4), Javier Mascherano compte 61 sélections (2 buts) en équipe d'Argentine.
Le 21 juin 2014, il dispute face à l'Iran son 100e match avec l'Argentine lors de la Coupe du monde au Brésil.
Le 13 juillet 2014, après un beau parcours de l'Argentine dans cette Coupe du monde, il est titulaire pour la finale contre l'équipe d'Allemagne au Stade Maracanã de Rio de Janeiro. Son équipe s'incline vers la fin de la partie après un but de Mario Götze, le joueur munichois.
Le 10 octobre 2017, il annonce qu'il mettra un terme à sa carrière internationale après la Coupe du monde de 2018,. L'annonce est confirmée le 30 juin 2018 après l'élimination de l'Argentine en huitième de finale par la France.

### Carrière d'entraîneur

#### Équipe d'Argentine des moins de 20 ans (2021-2024)
Le 10 décembre 2021, il est nommé sélectionneur de l'équipe d'Argentine des moins de 20 ans de football.
Il prend également en charge l'équipe olympique d'Argentine à partir du 1er juillet 2023, avec notamment pour objectif la qualification aux Jeux olympiques 2024. Son équipe termine deuxième du tournoi pré-olympique 2024 et se qualifie donc pour tournoi de football aux Jeux olympiques de Paris.

#### Inter Miami (2024-)
Le 26 novembre 2024, il succède à son compatriote Gerardo Martino et est nommé entraîneur principal de l'Inter Miami jusqu'en 2027,. Il retrouve ainsi Lionel Messi, Sergio Busquets, Jordi Alba et Luis Suárez, ses anciens coéquipiers au FC Barcelone.

## Statistiques

### En club
| Saison                | Club                    | Championnat           | Championnat | Championnat | Championnat | Coupe(s) nationale(s) | Coupe(s) nationale(s) | Coupe(s) nationale(s) | Supercoupe | Supercoupe | Supercoupe | Compétition(s) continentale(s) | Compétition(s) continentale(s) | Compétition(s) continentale(s) | Compétition(s) continentale(s) | Supercoupe UEFA | Supercoupe UEFA | Supercoupe UEFA | Coupe du monde des clubs | Coupe du monde des clubs | Coupe du monde des clubs | Total | Total | Total |
| Saison                | Club                    | Division              | M.          | B.          | P.d.        | M.                    | B.                    | P.d.                  | M.         | B.         | P.d.       | Comp.                          | M.                             | B.                             | P.d.                           | M.              | B.              | P.d.            | M.                       | B.                       | P.d.                     | M.    | B.    | P.d.  |
| 2003-2004             | River Plate             | P.D                   | 21          | 0           | 1           | -                     | -                     | -                     | -          | -          | -          | CL+CS                          | 10+3                           | 0                              | 0                              | -               | -               | -               | -                        | -                        | -                        | 34    | 0     | 1     |
| 2004-2005             | River Plate             | P.D                   | 25          | 0           | 0           | -                     | -                     | -                     | -          | -          | -          | CL+CS                          | 11+1                           | 1+0                            | 0                              | -               | -               | -               | -                        | -                        | -                        | 37    | 1     | 0     |
| Sous-total            | Sous-total              | Sous-total            | 46          | 0           | 1           | -                     | -                     | -                     | -          | -          | -          | -                              | 25                             | 1                              | 0                              | -               | -               | -               | -                        | -                        | -                        | 71    | 1     | 1     |
| 2005                  | SC Corinthians          | SA+A1                 | 7+1         | 0           | 1+0         | -                     | -                     | -                     | -          | -          | -          | -                              | -                              | -                              | -                              | -               | -               | -               | -                        | -                        | -                        | 8     | 0     | 1     |
| 2006                  | SC Corinthians          | SA+A1                 | 10+8        | 0+2         | 1+0         | 2                     | 0                     | 0                     | -          | -          | -          | CL                             | 5                              | 0                              | 0                              | -               | -               | -               | -                        | -                        | -                        | 25    | 2     | 1     |
| Sous-total            | Sous-total              | Sous-total            | 26          | 2           | 2           | 2                     | 0                     | 0                     | -          | -          | -          | -                              | 5                              | 0                              | 0                              | -               | -               | -               | -                        | -                        | -                        | 33    | 2     | 2     |
| 2006-2007             | West Ham United         | PL                    | 5           | 0           | 0           | -                     | -                     | -                     | -          | -          | -          | C3                             | 2                              | 0                              | 0                              | -               | -               | -               | -                        | -                        | -                        | 7     | 0     | 0     |
| Sous-total            | Sous-total              | Sous-total            | 5           | 0           | 0           | -                     | -                     | -                     | -          | -          | -          | -                              | 2                              | 0                              | 0                              | -               | -               | -               | -                        | -                        | -                        | 7     | 0     | 0     |
| 2006-2007             | Liverpool FC            | PL                    | 7           | 0           | 0           | -                     | -                     | -                     | -          | -          | -          | C1                             | 4                              | 0                              | 0                              | -               | -               | -               | -                        | -                        | -                        | 11    | 0     | 0     |
| 2007-2008             | Liverpool FC            | PL                    | 25          | 1           | 1           | 3                     | 0                     | 0                     | -          | -          | -          | C1                             | 13                             | 0                              | 1                              | -               | -               | -               | -                        | -                        | -                        | 41    | 1     | 2     |
| 2008-2009             | Liverpool FC            | PL                    | 27          | 0           | 1           | 3                     | 0                     | 0                     | -          | -          | -          | C1                             | 8                              | 0                              | 1                              | -               | -               | -               | -                        | -                        | -                        | 38    | 0     | 2     |
| 2009-2010             | Liverpool FC            | PL                    | 34          | 0           | 0           | 1                     | 0                     | 1                     | -          | -          | -          | C1+C3                          | 5+8                            | 0+1                            | 0+1                            | -               | -               | -               | -                        | -                        | -                        | 48    | 1     | 2     |
| 2010-2011             | Liverpool FC            | PL                    | 1           | 0           | 1           | -                     | -                     | -                     | -          | -          | -          | -                              | -                              | -                              | -                              | -               | -               | -               | -                        | -                        | -                        | 1     | 0     | 1     |
| Sous-total            | Sous-total              | Sous-total            | 94          | 1           | 3           | 7                     | 0                     | 1                     | -          | -          | -          | -                              | 38                             | 1                              | 3                              | -               | -               | -               | -                        | -                        | -                        | 139   | 2     | 7     |
| 2010-2011             | FC Barcelone            | Liga                  | 27          | 0           | 0           | 7                     | 0                     | 0                     | -          | -          | -          | C1                             | 11                             | 0                              | 0                              | -               | -               | -               | -                        | -                        | -                        | 45    | 0     | 0     |
| 2011-2012             | FC Barcelone            | Liga                  | 31          | 0           | 0           | 6                     | 0                     | 0                     | 2          | 0          | 0          | C1                             | 10                             | 0                              | 0                              | 1               | 0               | 0               | 2                        | 0                        | 0                        | 52    | 0     | 0     |
| 2012-2013             | FC Barcelone            | Liga                  | 25          | 0           | 0           | 6                     | 0                     | 0                     | 2          | 0          | 1          | C1                             | 8                              | 0                              | 0                              | -               | -               | -               | -                        | -                        | -                        | 41    | 0     | 1     |
| 2013-2014             | FC Barcelone            | Liga                  | 28          | 0           | 0           | 7                     | 0                     | 0                     | 2          | 0          | 0          | C1                             | 9                              | 0                              | 0                              | -               | -               | -               | -                        | -                        | -                        | 46    | 0     | 0     |
| 2014-2015             | FC Barcelone            | Liga                  | 28          | 0           | 0           | 7                     | 0                     | 1                     | -          | -          | -          | C1                             | 12                             | 0                              | 1                              | -               | -               | -               | -                        | -                        | -                        | 47    | 0     | 2     |
| 2015-2016             | FC Barcelone            | Liga                  | 32          | 0           | 0           | 6                     | 0                     | 1                     | 2          | 0          | 0          | C1                             | 8                              | 0                              | 0                              | 1               | 0               | 0               | 2                        | 0                        | 0                        | 51    | 0     | 1     |
| 2016-2017             | FC Barcelone            | Liga                  | 25          | 1           | 3           | 5                     | 0                     | 1                     | 2          | 0          | 0          | C1                             | 8                              | 0                              | 0                              | -               | -               | -               | -                        | -                        | -                        | 40    | 1     | 4     |
| 2017-2018             | FC Barcelone            | Liga                  | 7           | 0           | 0           | 2                     | 0                     | 0                     | 1          | 0          | 0          | C1                             | 2                              | 0                              | 0                              | -               | -               | -               | -                        | -                        | -                        | 12    | 0     | 0     |
| Sous-total            | Sous-total              | Sous-total            | 203         | 1           | 3           | 46                    | 0                     | 3                     | 11         | 0          | 1          | -                              | 68                             | 0                              | 1                              | 2               | 0               | 0               | 4                        | 0                        | 0                        | 334   | 1     | 8     |
| 2018                  | Hebei China Fortune     | CSL                   | 26          | 0           | 1           | 1                     | 1                     | 0                     | -          | -          | -          | -                              | -                              | -                              | -                              | -               | -               | -               | -                        | -                        | -                        | 27    | 1     | 1     |
| 2019                  | Hebei China Fortune     | CSL                   | 27          | 0           | 9           | -                     | -                     | -                     | -          | -          | -          | -                              | -                              | -                              | -                              | -               | -               | -               | -                        | -                        | -                        | 27    | 0     | 9     |
| Sous-total            | Sous-total              | Sous-total            | 53          | 0           | 10          | 1                     | 1                     | 0                     | -          | -          | -          | -                              | -                              | -                              | -                              | -               | -               | -               | -                        | -                        | -                        | 54    | 1     | 10    |
| 2020                  | Estudiantes de La Plata | Primera División      | 7           | 0           | 1           | 4                     | 0                     | 0                     | -          | -          | -          | -                              | -                              | -                              | -                              | -               | -               | -               | -                        | -                        | -                        | 11    | 0     | 1     |
| Sous-total            | Sous-total              | Sous-total            | 7           | 0           | 1           | 4                     | 0                     | 0                     | -          | -          | -          | -                              | -                              | -                              | -                              | -               | -               | -               | -                        | -                        | -                        | 11    | 0     | 1     |
| Total sur la carrière | Total sur la carrière   | Total sur la carrière | 421         | 4           | 20          | 58                    | 1                     | 4                     | 10         | 0          | 1          | -                              | 138                            | 2                              | 4                              | 2               | 0               | 0               | 4                        | 0                        | 0                        | 633   | 7     | 29    |

### En sélection nationale
| Saison                | Sélection             | Phases finales                | Phases finales | Phases finales | Phases finales | Éliminatoires CDM | Éliminatoires CDM | Éliminatoires CDM | Matchs amicaux | Matchs amicaux | Matchs amicaux | Total | Total | Total |
| Saison                | Sélection             | Compétition                   | M              | B              | Pd             | M                 | B                 | Pd                | M              | B              | Pd             | M     | B     | Pd    |
| --------------------- | --------------------- | ----------------------------- | -------------- | -------------- | -------------- | ----------------- | ----------------- | ----------------- | -------------- | -------------- | -------------- | ----- | ----- | ----- |
| 2003-2004             | Argentine             | Copa América 2004             | 5              | 0              | 0              | 2                 | 0                 | 0                 | 1              | 0              | 0              | 8     | 0     | 0     |
| 2004-2005             | Argentine             | Coupe des confédérations 2005 | -              | -              | -              | 5                 | 0                 | 0                 | 1              | 0              | 0              | 6     | 0     | 0     |
| 2005-2006             | Argentine             | Coupe du monde 2006           | 5              | 0              | 0              | -                 | -                 | -                 | 1              | 0              | 0              | 6     | 0     | 0     |
| 2006-2007             | Argentine             | Copa América 2007             | 6              | 2              | 0              | -                 | -                 | -                 | 4              | 0              | 0              | 10    | 2     | 0     |
| 2007-2008             | Argentine             | -                             | -              | -              | -              | 6                 | 0                 | 0                 | 5              | 0              | 0              | 11    | 0     | 0     |
| 2008-2009             | Argentine             | -                             | -              | -              | -              | 6                 | 0                 | 0                 | 2              | 0              | 0              | 8     | 0     | 0     |
| 2009-2010             | Argentine             | Coupe du monde 2010           | 4              | 0              | 0              | 4                 | 0                 | 0                 | 4              | 0              | 0              | 12    | 0     | 0     |
| 2010-2011             | Argentine             | Copa América 2011             | 4              | 0              | 0              | -                 | -                 | -                 | 8              | 0              | 0              | 12    | 0     | 0     |
| 2011-2012             | Argentine             | -                             | -              | -              | -              | 4                 | 0                 | 0                 | 4              | 0              | 0              | 8     | 0     | 0     |
| 2012-2013             | Argentine             | -                             | -              | -              | -              | 7                 | 0                 | 0                 | 4              | 0              | 0              | 11    | 0     | 0     |
| 2013-2014             | Argentine             | Coupe du monde 2014           | 7              | 0              | 0              | -                 | -                 | -                 | 6              | 1              | 0              | 13    | 1     | 0     |
| 2014-2015             | Argentine             | Copa América 2015             | 6              | 0              | 0              | -                 | -                 | -                 | 6              | 0              | 0              | 12    | 0     | 0     |
| 2015-2016             | Argentine             | Copa América Centenario       | 5              | 0              | 0              | 5                 | 0                 | 0                 | 2              | 0              | 0              | 12    | 0     | 0     |
| 2016-2017             | Argentine             | -                             | -              | -              | -              | 7                 | 0                 | 0                 | -              | -              | -              | 7     | 0     | 0     |
| 2017-2018             | Argentine             | Coupe du monde 2018           | 4              | 0              | 0              | 3                 | 0                 | 0                 | 4              | 0              | 0              | 11    | 0     | 0     |
| Total sur la carrière | Total sur la carrière | Total sur la carrière         | 46             | 2              | 0              | 49                | 0                 | 0                 | 52             | 1              | 0              | 147   | 3     | 0     |

### Buts internationaux
| Buts en sélection de Javier Mascherano | Buts en sélection de Javier Mascherano | Buts en sélection de Javier Mascherano                               | Buts en sélection de Javier Mascherano | Buts en sélection de Javier Mascherano | Buts en sélection de Javier Mascherano | Buts en sélection de Javier Mascherano |
| #                                      | Date                                   | Lieu                                                                 | Adversaire                             | Score                                  | Résultats                              | Compétitions                           |
| -------------------------------------- | -------------------------------------- | -------------------------------------------------------------------- | -------------------------------------- | -------------------------------------- | -------------------------------------- | -------------------------------------- |
| 1                                      | 5 juillet 2007                         | Estadio Metropolitano de Fútbol de Lara, Barquisimeto, Venezuela     | Paraguay                               | 1-0                                    | 1-0                                    | Copa América 2007                      |
| 2                                      | 8 juillet 2007                         | Estadio Metropolitano de Fútbol de Lara, Barquisimeto, Venezuela     | Pérou                                  | 4-0                                    | 4-0                                    | Copa América 2007                      |
| 3                                      | 4 juin 2014                            | Estadio Monumental Antonio Vespucio Liberti, Buenos Aires, Argentine | Trinité-et-Tobago                      | 2-0                                    | 3-0                                    | Match amical                           |

## Palmarès

### Club
| River Plate (1)                                                                                  | SC Corinthians (1)                               | Liverpool                                  | FC Barcelone (19) |
| ------------------------------------------------------------------------------------------------ | ------------------------------------------------ | ------------------------------------------ | --- |
| - Championnat d'Argentine (1) : - Champion : 2004 (cl.) - Copa Sudamericana : - Finaliste : 2003 | - Championnat du Brésil (1) : - Vainqueur : 2005 | - Ligue des champions : - Finaliste : 2007 | - Championnat d'Espagne (5) : - Champion : 2011, 2013, 2015, 2016 et 2018 - Coupe du Roi (4) : - Vainqueur : 2012, 2015, 2016, 2017 - Finaliste : 2011 et 2014 - Supercoupe d'Espagne (4) : - Vainqueur : 2010, 2011, 2013 et 2016 - Finaliste : 2012 et 2015 - Ligue des champions (2) : - Vainqueur : 2011 et 2015 - Supercoupe de l'UEFA (2) : - Vainqueur : 2011 et 2015 - Coupe du monde des clubs (2) : - Vainqueur : 2011 et 2015 |

### Équipe nationale
| Argentine olympique (2)                                             | Argentine                                                                                                |
| ------------------------------------------------------------------- | --- |
| - Jeux olympiques - Vainqueur : 2004 et 2008 (seul double médaillé) | - Coupe du monde - Finaliste : Coupe du monde 2014 - Copa América - Finaliste : 2004, 2007, 2015 et 2016 |

#### Distinctions personnelles
- Élu meilleur joueur du Festival International Espoirs de Toulon en 2003
- Membre de l'équipe type de la Ligue des Champions de l'UEFA en 2015
- Membre de l'équipe type de la Copa America en 2015